# Benigno Gómez

Benigno Gómez nació el 17 de enero de 1934 en  la localidad de Naranjito, Santa Bárbara y falleció el 13 de septiembre de 2017 Tegucigalpa, Francisco Morazán, pintor hondureño egresado de la Escuela Nacional de Bellas Artes de Honduras, con conocimiento en Artes Plásticas.

## Biografía
Nace un 17 de enero de 1934, y egresa en 1957 de la Escuela Nacional de Bellas Artes de Honduras, donde estudió gracias a una beca de 25 Lempiras mensuales. A los 16 años ingresó a la academia que dirigía Arturo López Rodezno, finalizó su formación bajo la dirección de Samuel Salgado, quien lo dejó trabajando en ese centro artístico. 
En su época de estudiante conoció a Arturo Luna, siete años mayor que él quien impartía clases en el área de cerámica y torneado. En 1960 se le abrieron las puertas para viajar al extranjero y continuar sus estudios con una beca. En 1966, Benigno retornó a Honduras procedente de la Academia de Bellas Artes de Roma, Italia.
En 1976 obtuvo el Premio Nacional de Arte Pablo Zelaya el Siguiente año, su obra Las palomas fue seleccionada por la ONU para una serie de sellos filatélicos publicados en 1977.

Gómez también fue catedrático de la Escuela Nacional de Bellas Artes desde el año de 1967 hasta 1977.

El maestro de la plástica Benigno Gómez López, se despidió para siempre de
este mundo luego de casi 60 años de trayectoria. muriendo en su casa de habitación en la Colonia Kennedy, Tegucigalpa a la edad de 83 años por causas naturales.

## Estilo
Algunos puntos esenciales respecto a su estilo. En efecto, el elemento figurativo empleado por él sigue el natural, no el onírico o paradójico que se observan en los principales creadores de la escuela surrealista, principalmente Salvador Dalí y Max Ernst.
Hay un detalle que es infaltable en sus cuadros y que viene a ser algo así como un lipograma. Nos referimos a las palomas. Como su principal preocupación es presentar figuras humanas en medio de la naturaleza, aquellas aves forman parte de la circunstancia, al principio las puso como una evocación agradecida de las que tallaba cuando fue niño y en cuyas alas voló a Tegucigalpa.
También se observa el uso de colores fuertes, tales como las variaciones de azul, rojos, amarillos, naranjas y blancos en sus obras, con un estilo surrealista y con pincelada académica vemos que los trazos en sus pinturas son largos y detallados, el uso de colores complementarios y análogos también es visible en varias de sus obras.

## Obras
Al iniciar su carrera artística desde una temprana edad, existen miles de obras alrededor de todo el mundo, destacándose cada una de ellas por sus trazos inigualables, sus colores brillantes, su visión de la naturaleza humana y su insignia siempre presente, "las palomas".
A continuación una serie de obras, las cuales han tenido más reconocimiento a nivel mundial.
- Las palomas.
- Dinamismo.
- Aflicción.
- Serenata campesina.
- Virgen de Suyapa.
- La unidad hace la fuerza.

## Premios
En 1976 obtuvo el Premio Nacional de Arte Pablo Zelaya Sierra. Ese mismo año, su obra “Las palomas” fue seleccionada por la ONU para una serie de sellos filatélicos publicados en 1977.